# Spartakus (seriál)
Spartakus (v anglickém originále Spartacus) je americký seriál televize Starz, jehož první epizoda byla odvysílána v USA v lednu 2010. Seriál je inspirován historickou postavou Spartaka (hraje Andy Whitfield), thráckým gladiátorem, který v letech 73–71 př. n. l. vedl největší povstání otroků proti Římské republice. Výkonní producenti Steven S. DeKnight a Robert Tapert se zaměřili na příběh Spartaka od časného života až do počátku historických záznamů. Objevuje se zde hodně násilí, silný sexuální obsah a hrubý jazyk.
První řada pojmenovaná jako Spartakus: Krev a písek byla vysílána v roce 2010 a měla 13 dílů, desetidílná druhá řada Spartakus: Pomsta byla vysílána v roce 2012. Třetí a zároveň poslední řada seriálu nese název Spartakus: Válka zatracených. Televize ji uvedla ke konci ledna roku 2013.
Roku 2011 vznikl seriálový prequel, minisérie Spartakus: Bohové arény.

## Vysílání
| Řada | Názvy řad         | Díly | Premiéra v USA | Premiéra v USA  | Premiéra v ČR  | Premiéra v ČR     |
| Řada | Názvy řad         | Díly | První díl      | Poslední díl    | První díl      | Poslední díl      |
| ---- | ----------------- | ---- | -------------- | --------------- | -------------- | ----------------- |
| 1    | Krev a písek      | 13   | 22. ledna 2010 | 16. dubna 2010  | 6. února 2012  | 30. dubna 2012    |
| 0    | Bohové arény      | 6    | 21. ledna 2011 | 25. února 2011  | 7. května 2012 | 11. června 2012   |
| 2    | Pomsta            | 10   | 27. ledna 2012 | 30. března 2012 | 1. září 2013   | 3. listopadu 2013 |
| 3    | Válka zatracených | 10   | 25. ledna 2013 | 12. dubna 2013  | 29. září 2014  | 1. prosince 2014  |